# Pizza Colonia
Pizza Colonia ist eine 1990 gedrehte, deutsch-italienische Filmkomödie im Stil eines “multikulturellen Volksschwank”s von Klaus Emmerich mit Mario Adorf in der Hauptrolle. An seiner Seite spielen altgediente italienische und deutsche Stars wie Riccardo Cucciolla und Willy Millowitsch.

## Handlung
Der heißblütige Italiener Francesco, der es eigentlich immer allen recht machen will und eine beträchtliche Erfolgsstory aufweisen kann, kam vor rund dreißig Jahren mit Gattin Severina und seiner Familie nach Deutschland. Im rheinischen Köln betreibt er das italienische Restaurant „Ristorante Francesco“ und hat sich der dortigen Mentalität gut angepasst. Seine Kinder sind inzwischen erwachsen und sprechen kaum noch Italienisch. Um ihn herum jedoch nur Probleme: Tochter Rita Serboli will demnächst Alfred Zach, den Enkel des alten, allmächtigen Kölner Brauereibesitzers gleichen Nachnamens und Mitbesitzers des Ristorante, heiraten und ein eigenes Restaurant eröffnen. Francescos bester Freund Karlheinz Pütz hat gerade schwere Eheprobleme, und dann kündigt sich auch noch der alte Massimo, mafiöser Schutzpatron und Geldgeber der Familie, aus Italien mit einem Besuch in „Germania“ an, um ein Angebot zu unterbreiten, das man nicht ablehnen könne …
Als Francescos Frau schließlich zu allem Unglück auch noch herausbekommt, dass er sie seit 18 Jahren mit einer „Tedesca“, der Ur-Kölnerin und Kioskbesitzerin Hilde Schmitz, betrügt und mit ihr sogar einen missratenen Sohn gezeugt hat, der einen schwunghaften Handel mit gestohlenen Autoradios betreibt, droht Francesco alles, was er hier in Deutschland aufgebaut hat, über ihm zusammenzubrechen. Er sieht sein Heil nur noch in der Flucht. Um das sich anbahnende deutsch-italienische Chaos hinter sich zu lassen, schnappt Francesco sich seine Hilde und reist zurück, auf den Spuren der Vergangenheit, in das ihm wohlvertraute San Giorgio, dem Paradies seiner süditalienischen Kindheit. Doch auch dort ist die Welt längst nicht mehr so in Ordnung wie vor einem halben Jahrhundert und diese fremde Frau an seiner Seite, das merkt jeder Einheimische, ist ja wohl kaum seine Severina …

## Produktionsnotizen
Pizza Colonia entstand im Oktober und November 1990 in Köln und in Italien (Atelier und Außenaufnahmen). Die Uraufführung erfolgte am 14. November 1991. Am 30. März 1994 wurde das vom WDR mitproduzierte Lustspiel erstmals im deutschen Fernsehen (ARD) ausgestrahlt.
Frank Döhmann und Michael Alexander übernahmen die Produktionsleitung. Norbert Scherer und Matthias Kammermeier schufen die Filmbauten, Ute Schwippert die Kostüme. Milan Bor sorgte für die Tonmischung.

## Kritiken
Die Filmkritik kam zu recht unterschiedlichen Bewertungen. Nachfolgend fünf Beispiele:

„Eigentlich eine simple Geschichte, doch Regisseur Klaus Emmerich gleiten die Handlungsfäden immer wieder aus der Hand. Das macht „Pizza Colonia“ zu einem trockenen Brocken, der schwer im Magen liegt.“

Im Filmdienst heißt es: „Eine turbulente, zunächst recht lautstarke Typenkomödie, die aus dem Zusammenprall von italienischer und kölscher Mentalität manches Klischee, aber auch leisere Zwischentöne entwickelt und den Personen mit Sympathie und Einfühlungsvermögen begegnet.“
Der Spiegel schrieb: “"Pizza Colonia" von 1991 jedoch ist bis heute eine zeitlos gelungene Komödie mit einem hinreißenden Adorf als Papagallo an der Seite von Willy Millowitsch.”
Die ARD befand anlässlich Adorfs 80. Geburtstag 2010: “"Pizza Colonia" ist eine temporeiche multikulturelle Komödie, die durch ihren Bildwitz und ihre gelungenen Detailbeobachtungen überzeugt. Mario Adorf wächst als kölsch redender Italiener am Rande des Nervenzusammenbruchs förmlich über sich hinaus. Auch die Figuren von Eberhard Feik und Ulrike Bliefert werden mit Sympathie und Einfühlungsvermögen gezeichnet. Regisseur Klaus Emmerich gelingt ein liebevoller Blick auf Köln als "nördlichste Stadt Italiens".”
Kino.de meint: “Klaus Emmerichs beschwingte, multikulturelle Komödie um eine italienische Gastwirts-Familie entpuppt sich bei näherem Betrachten als liebevoll inszenierte und souverän photographierte Hommage auf die Rhein-Metropole. Geschickt koppelt der Regisseur südländische Lebensfreude mit kölschem Humor.”